# بازوی شکارچی

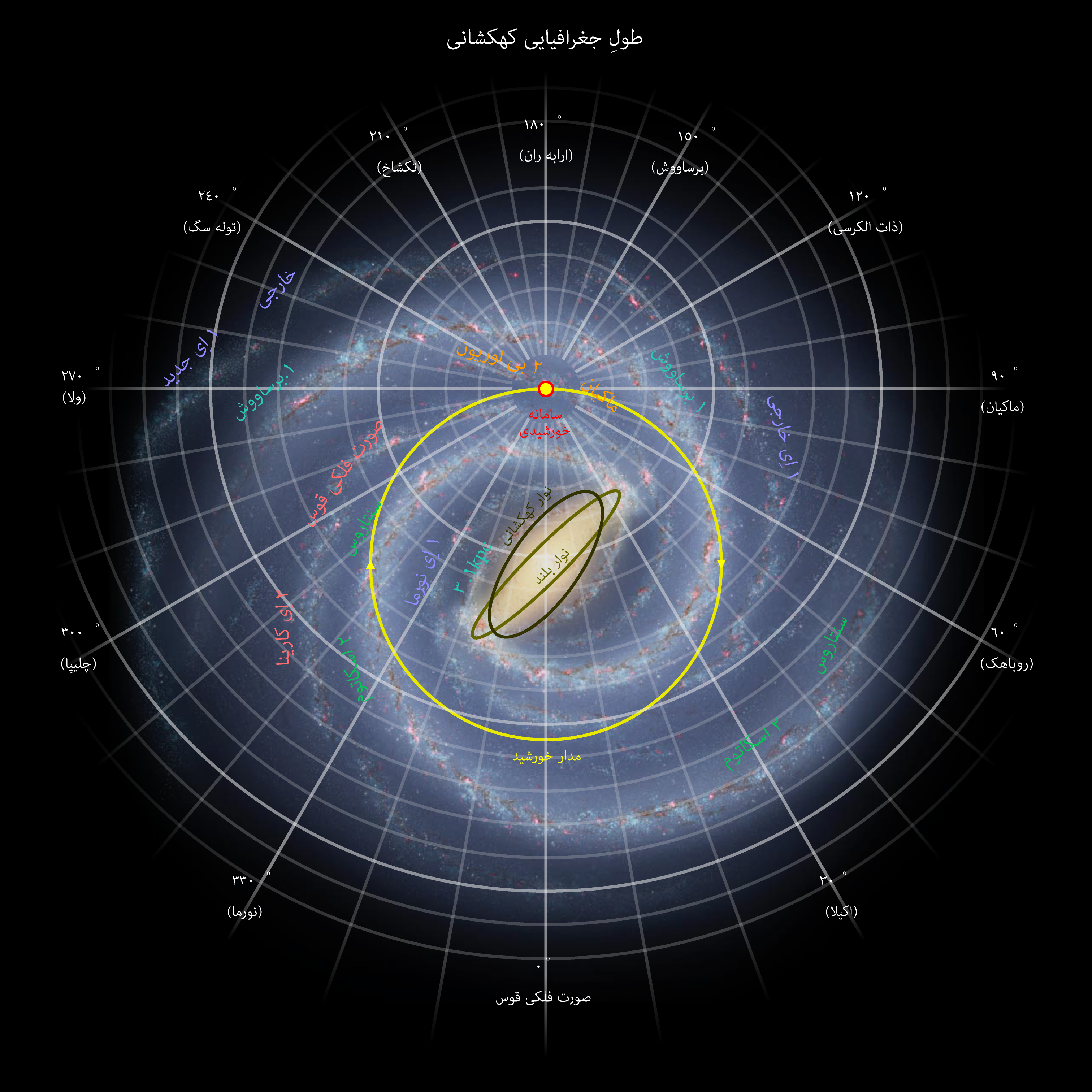
نمای بازوهای مارپیچی کهکشان راه شیری

بازوی شکارچی (به انگلیسی: Orion Arm)، یکی از بازوهای مارپیچی و کوچک در کهکشان راه شیری است.
سامانه‌خورشیدی و کره زمین درون بازوی شکارچی قرار دارند. به بازوی شکارچی، بازوی محلی و سیخ شکارچی هم گفته می‌شود. نام‌گذاری این بازو به‌خاطر نزدیکی ستارگان آن به صورت‌فلکی‌شکارچی است.
منظومه خورشیدی و زمین در نزدیکی لبه درونی، در حباب محلی و در فاصلهٔ ۸۰۰۰ پارسکی از مرکز کهکشان واقع شده‌اند.